# João Geraldo Kuhlmann
Pour les articles homonymes, voir Kuhlmann.
 (avril 2024).
João Geraldo Kuhlmann (1882, Blumenau-1958, Rio de Janeiro) est un botaniste brésilien.

## Quelques taxons décrits
- famille Peridiscaceae Kuhlm. (1950)
- famille Duckeodendraceae Kuhlm. (1950)
- genre Clinostemon Kuhlm. & Samp.
- genre Cyrillopsis Kuhlm.
- genre Dialypetalanthus Kuhlm.
- genre Didymocistus Kuhlm.
- genre Duckeodendron Kuhlm.
- genre Goniodiscus Kuhlm.
- genre Hydrogaster Kuhlm.
- genre Merianthera Kuhlm.
- genre Paradrypetes Kuhlm.
- genre Paratecoma Kuhlm.
- genre Spheneria Kuhlm.
- genre Sterigmapetalum Kuhlm.